# Langenberg (Kreis Gütersloh)
Langenberg ist eine Gemeinde im Kreis Gütersloh im Nordosten des deutschen Bundeslandes Nordrhein-Westfalen.

## Geographie

### Geografische Lage
Das Gemeindegebiet Langenberg befindet sich im südlichen Teil des Kreises Gütersloh gelegen auf den Höhenausläufern der Oelder und Stromberger Berge. Die nächstgelegenen größeren Städte im Norden sind Rheda-Wiedenbrück in 7,5 km und Gütersloh in 18 km Entfernung, sowie im Süden Lippstadt in 12 km Entfernung. Die östlich gelegene Großstadt Paderborn ist 36 km entfernt.
Das Gemeindegebiet wird in nordöstlicher Richtung durchflossen von Eusternbach und Fortbach, die direkt bzw. über den Grubebach in die Ems fallen, sowie Landgraben, Brandgraben, Kleybach, Schulgraben, Bergwiesenbach und Kaltestroth, die in nordöstlicher bis südöstlicher Richtung fließen und in die Glenne fallen. Diese verlässt das Gebiet in südwestlicher Richtung und mündet später in die Lippe.
Der höchste Punkt im Gemeindegebiet befindet sich auf 112 m ü. NN im äußerst westlichen Gemeindegebiet bei 51° 47′ 7″ N, 8° 15′ 34″ O, der niedrigste bei 51° 43′ 39″ N, 8° 20′ 2″ O ist der Abfluss der Glenne aus der Gemeinde im Süden auf 75 m ü. NN.

### Geologie

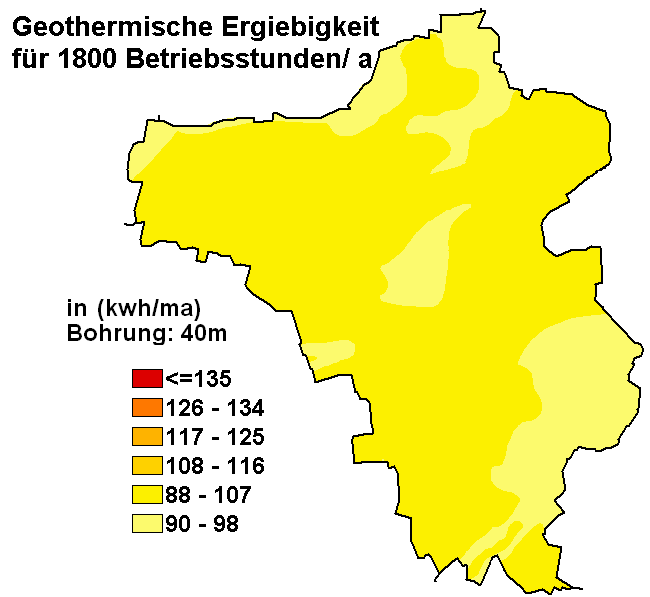
Geothermische Karte von Langenberg

Der Untergrund des Gemeindegebiets ist aus Fluss- und Seeablagerungen der ausgehenden Holstein-Warmzeit und Schmelzwassersedimenten mit zwischengelagertem Geschiebemergel der Saale-Kaltzeit gebildet. In den tiefgelegenen Gebieten der Zuflüsse von Lippe und Ems lagern Kies, Sand und Schluff mit aufgesetzten Uferwällen, Sandlöss, Flugsand und Dünen der Weichsel-Kaltzeit und der Nacheiszeit. Der darunter liegende Untergrund aus Festgestein bildet sich aus fast genau horizontal liegenden Tonmergelsteinen, Kalkmergel-, Mergelkalk- und Kalksteinen des Erdmittelalters. Unter dieser Schicht befindet sich ein Sockel aus gefalteten Gesteinen aus Devon und Karbon.
Der gesamte östliche Teil der Gemeinde liegt im Niederungsgebiet von Ems und Lippe. Dort haben sich bei hoch stehendem Grundwasser aus sandigen bis sandig-lehmigen Fluss- und Bachablagerungen Gleye gebildet. Diese werden vorrangig als Grünland genutzt. Im Osten sind Gleye vorherrschend, die im Oberboden von Staunässe beeinflusst werden (Pseudogley-Gleye). Im Süden des Gemeindegebietes sind bei niedrigen Grundwasserständen nährstoffarme Heideböden (Podsole) entstanden. Bei höherem Grundwasserstand haben sich Gley-Podsole gebildet. Diese werden im Wesentlichen ackerbaulich genutzt. Im westlichen Teil von Langenberg ist eiszeitlicher Geschiebemergel vorherrschend, aus dem tonreiche Böden entstanden sind. Wegen der geringen Wasserdurchlässigkeit kann hier Staunässe bis in den Oberboden auftreten. Diese Böden werden oft forstlich, als Grünland und nach Entwässerungsmaßnahmen auch als Ackerland genutzt.
Langenberg eignet sich mittelmäßig bis gut zur Nutzung von geothermischen Wärmequellen mittels Erdwärmesonde und Wärmegewinnung durch Wärmepumpenheizungen (vgl. dazu die nebenstehende Karte).

### Ausdehnung und Nutzung des Gemeindegebiets

Flächennutzung in Langenberg

Die als große Landgemeinde klassifizierte Gemeinde umfasst eine Fläche von 38,31 km². Der überwiegende Teil besteht aus landwirtschaftlich genutzter Fläche zu etwa 76,4 %, gefolgt von Siedlungs- und Verkehrsfläche, zusammen etwa 14,1 %. Die größte Ausdehnung in Nordsüdrichtung ist rund 9,2 km, in Ostwestrichtung etwa 7,6 km.
| Fläche nach Nutzungsart | Landwirt- schaftsfläche | Wald- fläche | Gebäude-, Frei- und Betriebsfläche | Verkehrs- fläche | Wasser- fläche | Sport- und Grünfläche | sonstige Nutzung |
| ----------------------- | ----------------------- | ------------ | ---------------------------------- | ---------------- | -------------- | --------------------- | ---------------- |
| Fläche in km²           | 29,27                   | 2,58         | 3,55                               | 1,87             | 0,80           | 0,21                  | 0,02             |
| Anteil an Gesamtfläche  | 76,40 %                 | 6,73 %       | 9,27 %                             | 4,88 %           | 2,09 %         | 0,55 %                | 0,05 %           |

### Nachbargemeinden
Langenberg grenzt an fünf Gemeinden: im Norden an Rheda-Wiedenbrück, im Osten an Rietberg (beide Kreis Gütersloh), im Süden an Lippstadt (Kreis Soest) sowie im Westen an Wadersloh und im Nordwesten an Oelde (beide Kreis Warendorf).

### Gemeindegliederung

Gliederung der Gemeinde Langenberg

Die Gemeinde Langenberg gliedert sich seit der Gebietsreform 1970 in die Ortsteile Benteler und Langenberg. Diese Einteilung ist lediglich historisch und in geschlossenen Ortschaften begründet, eine Verwaltungsunterteilung wird daraus nicht abgeleitet. Weiterhin gehören zu der Gemeinde die beiden Bauerschaften Selhorst (zu Langenberg) und Allerbeck (zu Benteler).
Selhorst hat in den letzten Jahren durch Neubaugebiete maßgeblich an Siedlungsfläche dazugewonnen und kann mittlerweile als eigene Ortschaft bezeichnet werden.
Die Einwohnerzahl der Gemeinde wird zum 1. Januar 2022 für den Ortsteil Langenberg mit 6361 und für Benteler mit 2275 angegeben. Die sich daraus ergebende Gesamteinwohnerzahl weicht von den Angaben des Statistischen Landesamtes ab (siehe Einwohnerentwicklung).

### Klima

Klimadiagramm für Rietberg 1961–1990

Langenberg gehört der gemäßigten Klimazone Mitteleuropas an. Es liegt im Bereich des subatlantischen Seeklimas. Die Winter sind unter atlantischem Einfluss meist mild und die Sommer mäßig-warm.
Durch die Lage im subatlantischen Seeklima herrscht ganzjährig ein humides Klima mit relativ gleich verteilten Niederschlägen vor. Da Niederschlagsdaten für Langenberg nicht verfügbar sind, erfolgt eine Werteangabe für die Station Rietberg in etwa 10 km Entfernung. Dort fallen im langjährigen Mittel 772 mm Niederschlag je Jahr. Somit fällt mehr Niederschlag als im deutschen Mittel (700 mm).
Auch Temperaturwerte sind für Langenberg nicht verfügbar. An einer Wetterstation im benachbarten Rheda-Wiedenbrück wurde im Mittel der Jahre 2002–2006 eine Durchschnittstemperatur von 11,1 °C gemessen.

## Geschichte

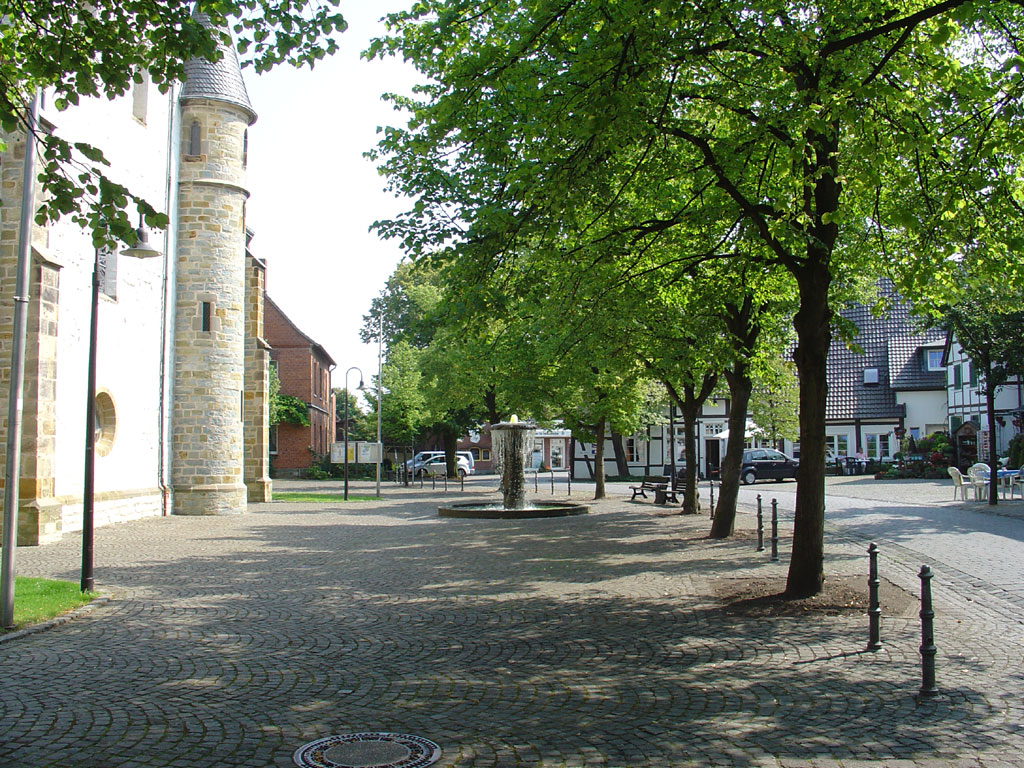
Der Kirchplatz in Langenberg, links die katholische Kirche, rechts das Café „Zur Linde“

Langenberg wird erstmals im Jahre 1180 in historischen Urkunden erwähnt, in denen die kleine Ansiedlung dem Hochstift Osnabrück zugeschlagen wurde. Seit dieser Zeit gehörte Langenberg zum Amt Reckenberg des Hochstifts und war Sitz einer Vogtei, welche die drei Kirchspiele Langenberg, Batenhorst und St. Vit umfasste. Das Amt Reckenberg fiel 1807 an das Königreich Westphalen. Langenberg bildete eine Gemeinde in dessen Kanton Wiedenbrück im Umfang der alten Vogtei. 1816 kam Langenberg zum neuen Kreis Wiedenbrück in der preußischen Provinz Westfalen und bildete eine Landgemeinde in dessen Amt Reckenberg.
1867 wurde die Gemeinde deutlich verkleinert. Das Kirchspiel Batenhorst, bestehend aus den Bauerschaften Batenhorst, Röckinghausen und Steppentrupp wurde aus der Gemeinde Langenberg herausgelöst und bildete die neue Gemeinde Batenhorst. Außerdem wurde aus dem Kirchspiel St. Vit, welches das Kirchdorf St. Vit sowie beiden Bauerschaften Geweckenhorst und Rentrup umfasste, die neue Gemeinde St. Vit gebildet. Die Gemeinde Langenberg umfasste seitdem noch das Kirchdorf Langenberg sowie die vier Bauerschaften Allerbeck, Lippentrup, Ostlangenberg und Selhorst.
Benteler wurde 1130 erstmals urkundlich erwähnt und ist damit vermutlich der ältere Ortsteil der heutigen Gemeinde. Das Dorf gehörte bis zur Franzosenzeit zum Hochstift Münster. Es wurde 1816 dem neuen Kreis Beckum zugeordnet und bildete dort eine Gemeinde im Amt Wadersloh.
Die Gemeinde Langenberg war bis weit in die Mitte des 19. Jahrhunderts weitestgehend landwirtschaftlich geprägt. Zwar war bereits im Jahr 1828 die Straße von Wiedenbrück nach Lippstadt fertiggestellt worden, eine erste industrielle Ansiedlung fand aber erst 1845 mit Gründung einer Brauerei (der heutigen Privatbrauerei Hohenfelde) statt.

### Religion

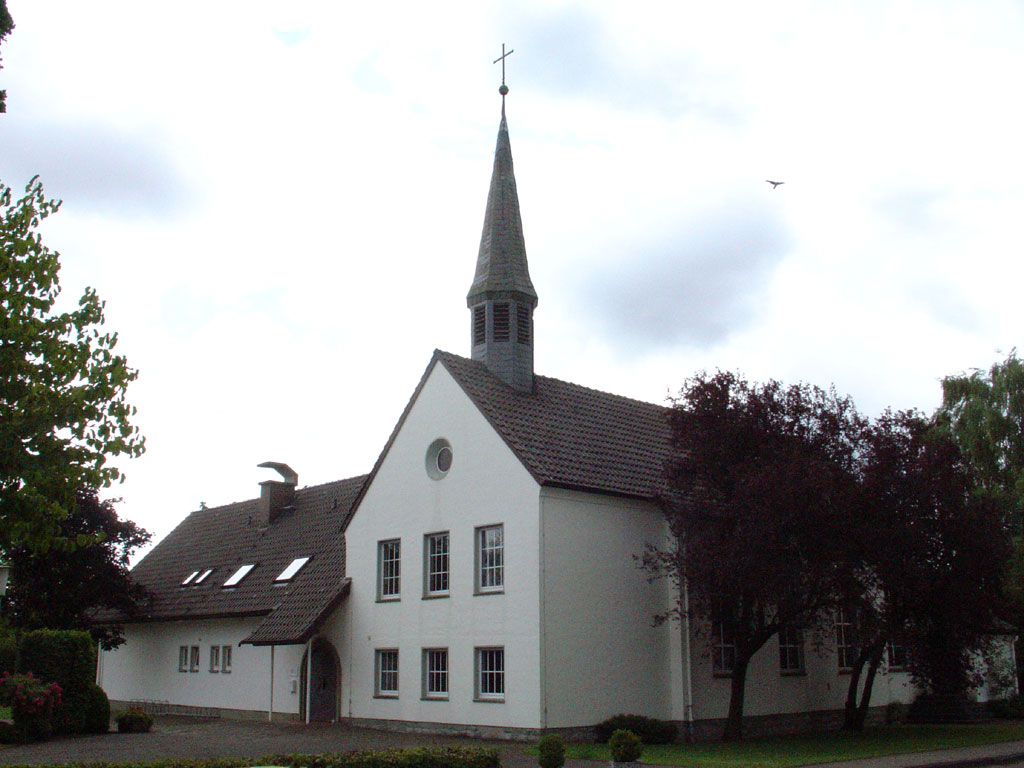
Die evangelische Kirche in Langenberg

Historisch bedingt ist die überwiegende Anzahl der Bürger römisch-katholischen Glaubens, eine demgegenüber geringere Anzahl ist evangelischen Glaubens. Gläubige weiterer Religionen können vermutet werden. Es gibt zwei katholische und eine evangelische Gemeinde im Gebiet von Langenberg.
Da bei der Gemeindeneuordnung nur die politischen Grenzen neu gezogen wurden, ist die katholische Gemeinde in Langenberg im Pastoralverbund Reckenberg dem Erzbistum Paderborn und die katholische Gemeinde in Benteler im Dekanat Beckum dem Bistum Münster zugeordnet.
Genaue Daten sind für die Gemeinde nicht verfügbar, da die Religionszugehörigkeit zu den schützenswerten persönlichen Daten gehört und als Folge nicht veröffentlicht wird, auch nicht in aggregierter Form.
In Langenberg gibt es zahlreiche kirchliche Vereine und weitere, von der Gemeinde organisierte Angebote für Jugendliche. In der Pfarrgemeinde St. Lambertus und St. Laurentius Langenberg wurde 1974 die Katholische Junge Gemeinde Langenberg (KJG) für Kinder und Jugendliche gegründet, die heute rund 130 Mitglieder zählt.

### Eingemeindungen
Im Rahmen der nordrhein-westfälischen Gebietsreform wurden im Zuge der Umsetzung des „Gesetzes zur Neugliederung des Kreises Wiedenbrück und von Teilen des Kreises Bielefeld“ vom 4. Dezember 1969 die bis dahin selbstständigen Gemeinden Benteler (Amt Liesborn-Wadersloh, Kreis Beckum) und Langenberg (Amt Reckenberg, Kreis Wiedenbrück) am 1. Januar 1970 zur neuen Gemeinde Langenberg zusammengeschlossen. In die neue Gemeinde wurden einzelne Flurstücke aus den Gemeinden Batenhorst (Amt Reckenberg), Bokel und Mastholte (beide Amt Rietberg) eingegliedert.

### Einwohnerentwicklung

Bevölkerungsentwicklung in Langenberg von 1818 bis 2007 (untere Linie: jeweiliger Gebietsstand, obere Linie: heutiger Gebietsstand)

Die folgende Übersicht zeigt die Einwohnerzahlen der Gemeinde Langenberg nach dem jeweiligen Gebietsstand, bei einigen Jahren zusätzlich nach heutigem Gebietsstand. Bei den Zahlen handelt es sich bis 1970 und für 1987 um Volkszählungsergebnisse und ab 1975 um amtliche Fortschreibungen des Landesamtes für Datenverarbeitung und Statistik. Die Zahlen von 1975 bis 1985 sind geschätzte Werte, die Zahlen ab 1990 Fortschreibungen auf Basis der Ergebnisse der Volkszählung von 1987. Die Angaben beziehen sich ab 1871 sowie für 1946 auf die Ortsanwesende Bevölkerung, ab 1925 auf die Wohnbevölkerung und ab 1985 auf die Bevölkerung am Ort der Hauptwohnung. Vor 1871 wurden die Einwohnerzahlen nach uneinheitlichen Erhebungsverfahren ermittelt.
Langenberg nach dem damaligen Gebietsstand
| Jahr            | Einwohner |
| --------------- | --------- |
| 1818 (31. Dez.) | 1.051     |
| 1831 (3. Dez.)  | 1.224     |
| 1837 (3. Dez.)  | 1.257     |
| 1843 (3. Dez.)  | 1.376     |
| 1849 (3. Dez.)  | 1.427     |
| 1852 (3. Dez.)  | 1.448     |
| 1858 (3. Dez.)  | 1.559     |
| 1867 (3. Dez.)  | 1.535     |
| 1871 (1. Dez.)  | 1.542     |

| Jahr            | Einwohner |
| --------------- | --------- |
| 1885 (1. Dez.)  | 1.670     |
| 1895 (1. Dez.)  | 1.826     |
| 1905 (1. Dez.)  | 1.872     |
| 1925 (16. Juni) | 2.031     |
| 1933 (16. Juni) | 2.323     |
| 1939 (17. Mai)  | 2.681     |
| 1946 (29. Okt.) | 3.456     |
| 1950 (13. Sep.) | 3.899     |
| 1961 (6. Juni)  | 4.042     |

Langenberg nach dem heutigen Gebietsstand
| Jahr            | Einwohner |
| --------------- | --------- |
| 1939 (17. Mai)  | 3.867     |
| 1950 (13. Sep.) | 5.610     |
| 1961 (6. Juni)  | 5.681     |
| 1970 (27. Mai)  | 6.403     |
| 1974 (30. Juni) | 6.647     |
| 1975 (31. Dez.) | 6.580     |
| 1980 (31. Dez.) | 6.507     |
| 1985 (31. Dez.) | 6.638     |

| Jahr            | Einwohner |
| --------------- | --------- |
| 1987 (25. Mai)  | 6.797     |
| 1990 (31. Dez.) | 7.026     |
| 1995 (31. Dez.) | 7.719     |
| 2000 (31. Dez.) | 8.126     |
| 2005 (31. Dez.) | 8.186     |
| 2007 (31. Dez.) | 8.196     |
| 2012 (31. Dez.) | 8.113     |
| 2022 (31. Dez.) | 8.747     |

Seit der Bildung der heutigen Gemeinde im Jahr 1970 bis zum Jahr 2007 ist die Bevölkerung im Vergleich zum Land Nordrhein-Westfalen weit überdurchschnittlich – jedoch im Durchschnitt aller als „große Landgemeinde“ klassifizierten Gemeinden – um rund 28 % gewachsen. Ein besonders hoher Anstieg der Bevölkerung war zwischen den Jahren 1990 und 1995 zu verzeichnen, der insbesondere mit hinzuziehenden Spätaussiedlern erklärbar sein dürfte.
Die Einwohnerzahl wird abweichend von den oben aufgeführten Zahlen des Statistischen Landesamtes vom Kreis Gütersloh am 1. Januar 2022 mit 8636 angegeben.

## Politik
Langenberg gehört zum Landtagswahlkreis Gütersloh III, in dem bei der Landtagswahl 2010 Michael Brinkmeier (CDU) zum dritten Mal in Folge als Direktkandidat gewählt wurde. Auf Bundesebene gehört Langenberg zum Bundestagswahlkreis Gütersloh, in dem 2009 Ralph Brinkhaus (CDU) als Direktkandidat gewählt wurde.

### Gemeinderat
Der Gemeinderat hat gegenwärtig 26 Mitglieder aus fünf Parteien. Hinzu kommt die Bürgermeisterin.
- Grüne: 3
- SPD: 2
- UWG: 8
- FDP: 1
- CDU: 12

Die folgende Tabelle zeigt die Kommunalwahlergebnisse seit 1975:
| [ 17 ] [ 18 ] [ 19 ] [ 20 ] | 2020  | 2020  | 2014  | 2014  | 2009  | 2009  | 2004  | 2004  | 1999  | 1999  | 1994  | 1994  | 1989  | 1989  | 1984  | 1984  | 1979  | 1979  | 1975  | 1975  |
| --------------------------- | ----- | ----- | ----- | ----- | ----- | ----- | ----- | ----- | ----- | ----- | ----- | ----- | ----- | ----- | ----- | ----- | ----- | ----- | ----- | ----- |
| Partei                      | Sitze | %     | Sitze | %     | Sitze | %     | Sitze | %     | Sitze | %     | Sitze | %     | Sitze | %     | Sitze | %     | Sitze | %     | Sitze | %     |
| CDU                         | 12    | 42,98 | 11    | 41,67 | 11    | 40,64 | 12    | 47,21 | 15    | 55,98 | 15    | 51,29 | 14    | 49,39 | 16    | 57,58 | 15    | 54,81 | 20    | 70,54 |
| UWG1                        | 08    | 31,29 | 09    | 33,92 | 09    | 32,75 | 07    | 25,95 | 05    | 18,96 | 02    | 06,89 | 01    | 06,54 | −     | −     | −     | −     | −     | −     |
| SPD                         | 02    | 09,19 | 03    | 12,38 | 03    | 12,60 | 05    | 17,22 | 05    | 21,27 | 09    | 30,82 | 10    | 35,94 | 09    | 34,66 | 10    | 36,70 | 06    | 23,97 |
| FDP                         | 01    | 05,18 | 01    | 04,86 | 02    | 08,80 | 01    | 05,23 | 0−    | −     | 0     | 04,56 | 02    | 08,58 | 02    | 07,76 | 02    | 08,50 | 01    | 05,49 |
| Grüne                       | 03    | 11,36 | 02    | 07,17 | 01    | 05,21 | 01    | 04,40 | 01    | 03,79 | 01    | 06,44 | −     | −     | −     | −     | −     | −     | −     | −     |
| Gesamt2                     | 26    | 100   | 26    | 100   | 26    | 100   | 26    | 100   | 26    | 100   | 27    | 100   | 27    | 100   | 27    | 100   | 27    | 100   | 27    | 100   |
| Wahlbeteiligung             | 60,98 | 60,98 | 59,98 | 59,98 | 58,77 | 58,77 | 66,41 | 66,41 | 67,44 | 67,44 | 85,78 | 85,78 | 76,44 | 76,44 | 76,80 | 76,80 | 77,87 | 77,87 | 89,79 | 89,79 |

1Unabhängige Wählergemeinschaft, 2ohne Berücksichtigung von Rundungsdifferenzen

### Bürgermeister
Amtierende Bürgermeisterin ist seit 2004 Susanne Mittag (UWG), sie wurde 2004 in einer Stichwahl mit 62,1 % der abgegebenen Stimmen gewählt und 2009 mit 88,38 % sowie 2014 mit 75,12 % der Stimmen im Amt bestätigt. Am 13. September 2020 erfolgte eine erneute Wiederwahl mit 56,58 % der Stimmen. Sie setzte sich in der Wahl gegen den Herausforderer der CDU Klaus Vorderbrüggen durch. Zwischen 1999 und 2004 war Annegret Schütze Bürgermeisterin (ebenfalls UWG), sie wurde mit 52,5 % der abgegebenen Stimmen gewählt.

### Wappen, Siegel und Flagge
Die Gemeinde Langenberg führt Wappen, Siegel und Flagge.
Wappenbeschreibung
In Silber (Weiß) vorn zwei blaue übereinanderstehende Kornblumen mit silbernen (weißen) Butzen, hinten ein blauer Flankenpfahl.
Die beiden Blüten weisen auf die Entstehung der neuen Gemeinde aus den Ortskernen Langenberg und Benteler hin, deren Vereinigung sich im Flankenpfahl, als Bindung an die Nord-Süd-Achse, widerspiegeln soll. Das Wappen wurde durch Urkunde des Regierungspräsidenten in Detmold vom 15. Dezember 1976 genehmigt.
Beschreibung des Siegels
Das Siegel enthält die Umschrift oben „GEMEINDE LANGENBERG“ und unten „KREIS GÜTERSLOH“
Beschreibung der Flagge
Das Banner ist von Blau-Weiß-Blau im Verhältnis 1:2:1 längsgestreift mit dem Wappenschild der Gemeinde in der oberen Hälfte.
Die Hißflagge ist von Blau-Weiß-Blau im Verhältnis 1:2:1 quergestreift mit den Wappenschild der Gemeinde im weißen Feld.
Die Flagge wurde am 15. Dezember 1977 genehmigt.

### Gemeindepartnerschaften
Die Gemeinde Neuzelle in Brandenburg nahe der Grenze zu Polen ist seit 1993 Partnergemeinde von Langenberg. Es besteht reger Austausch, insbesondere werden Treffen von Jugendlichen beider Gemeinden organisiert, an denen zum Teil auch Jugendliche aus Neuzelles Partnerstadt Zielona Góra teilnehmen.

## Kultur und Sehenswürdigkeiten

### Theater
Die Langenberger Laienspielschar hat seit ihrer Gründung im Jahr 1968 in fast jedem Jahr ein Stück auf die Bühne gebracht (1977 und 1978 fanden keine Aufführungen statt). In den Jahren 1989 bis 1999 wurden die Stücke zusätzlich sechs Mal pro Wintersaison in Bad Westernkotten aufgeführt. Während die Aufführungen in Langenberg über Jahre auf der Bühne des Drei-Kaiser-Saals in einer Gaststätte aufgeführt wurden, wird seit 2003 – wie auch schon bis 1970 – die Aula der Brinkmannschule genutzt.

### Museum
Seit 1967 existiert die Heimatstube Benteler. Sie befand sich zunächst in einem Lehrmittelraum des Schulgebäudes in Benteler, seit 1984 hat der Heimatverein Benteler, in dessen Trägerschaft sich die Heimatstube befindet, Räume am Stukendamm gepachtet. Es werden handwerkliche Arbeitsgeräte von Schustern, Stellmachern und Holzschuhmachern, landwirtschaftliche Arbeitsgeräte zur Flachsverarbeitung und Ernte, hauswirtschaftliche Arbeitsgeräte (Milchwirtschaft, Wäsche und Textilien), sowie das Inventar eines Schulraumes gezeigt. In unregelmäßigen Abständen werden Sonderausstellungen heimischer Künstler in den Bereichen Malerei und Schnitzerei organisiert. Zu besichtigen ist die Heimatstube nach vorheriger Vereinbarung.

### Bauwerke
Der Bahnhof Langenberg wurde im Jahr 1887 erbaut. 1979 wurde der Personenverkehr, 1995 auch der Güterverkehr auf der Strecke eingestellt. Das Bauwerk steht seitdem unverändert und die Gleisanlagen sind noch weitgehend vorhanden (Stand: März 2007).
Das Gut Geissel wird erstmals 1231 urkundlich erwähnt. Das Gut steht unter Denkmalschutz und liegt in einem der größten Waldgebiete im Kreis Gütersloh. Die Fachwerkhäuser und die umgebende Gartenanlage stammen aus dem 18. Jahrhundert.

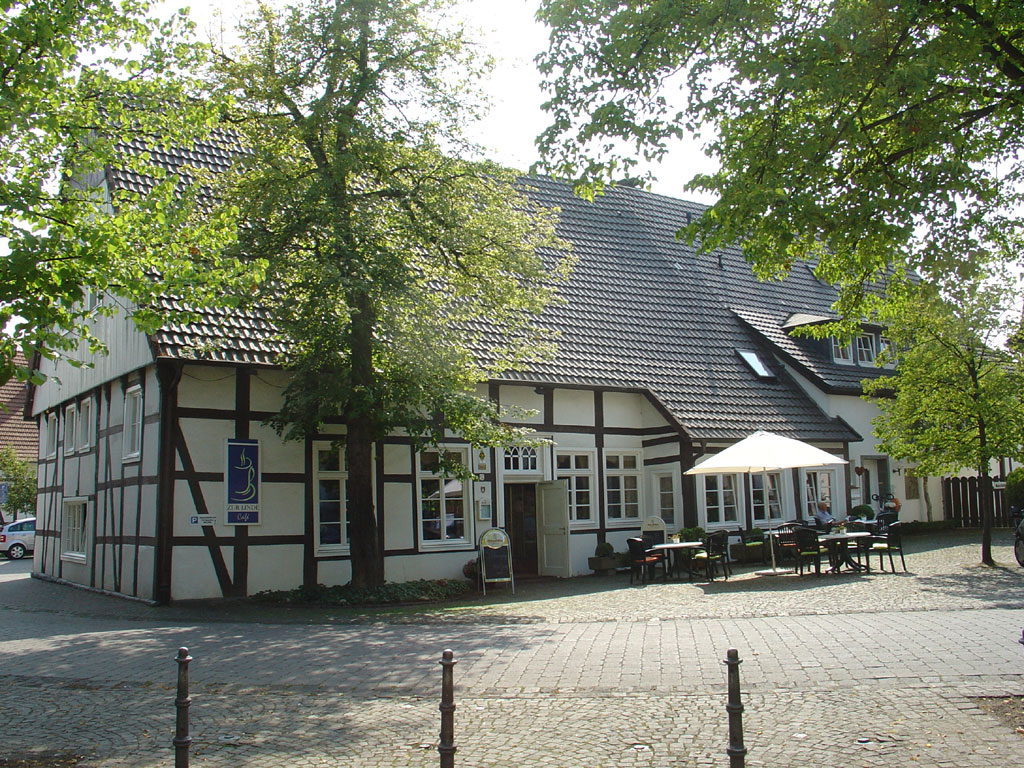
Cafe „Zur Linde“

Das Cafe „Zur Linde“ Ist ein über 400 Jahre altes Gasthaus am Kirchplatz in Langenberg. Der Fachwerkbau ist über dem Eingang 1649 bezeichnet. Doch schon 1567 findet es sich in den Rechnungsbüchern der Kirchengemeinde wieder, da Pacht für ein Gastzimmer auf Kirchengrund gezahlt wurde. Das Haus beherbergte Brauerei, Brennerei und Bäckerei. 1997 wurde das Café im renovierten Gebäude wiedereröffnet.

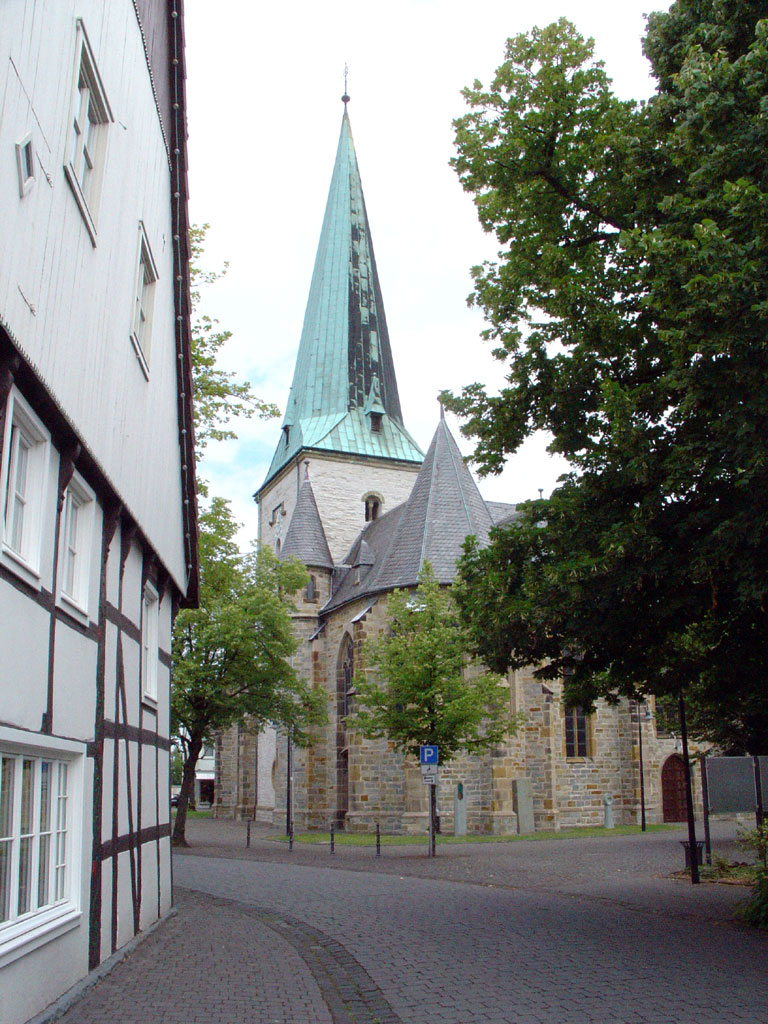
Die katholische Pfarrkirche St. Lambertus und St. Laurentius in Langenberg

Die katholische Pfarrkirche St. Lambertus und St. Laurentius Langenberg wird 1234 erstmals urkundlich erwähnt. Der Westturm wurde um 1200 im romanischen Stil erbaut. Der Kirchenbau selbst ist spätgotisch. Das heutige Mittelschiff und der Turmhelm sind aus dem 15. bis 16. Jahrhundert. Von 1892 bis 1894 wurden neugotische Seitenschiffe ergänzt. Im Inneren der Kirche ist ein romanischer Taufstein aus dem 13. Jahrhundert erhalten. Die Kreuzigungsgruppe, die Strahlenmadonna und das Sakramentshäuschen wurden 1515–1523 in die Kirche eingebracht.
Die Kirche St. Antonius Benteler wurde 1856–1859 als Saalkirche mit einem Turm im Westen aus Ziegelsteinen errichtet. 1912–1914 wurde sie um Querschiff, Südostturm, Chor und Sakristei erweitert. Die Kanzel, der Hochaltar und die Seitenaltäre stammen aus der Wiedenbrücker Schule. Vor der Kirche ist das Uhrwerk der alten Turmuhr zu sehen.
In der Evangelischen Friedenskirche befindet sich eine Glocke aus dem Jahre 1860. Sie ist dem Gießer Heinrich Ludwig Lohmeier zuzuschreiben und steht heute unter Denkmalschutz.

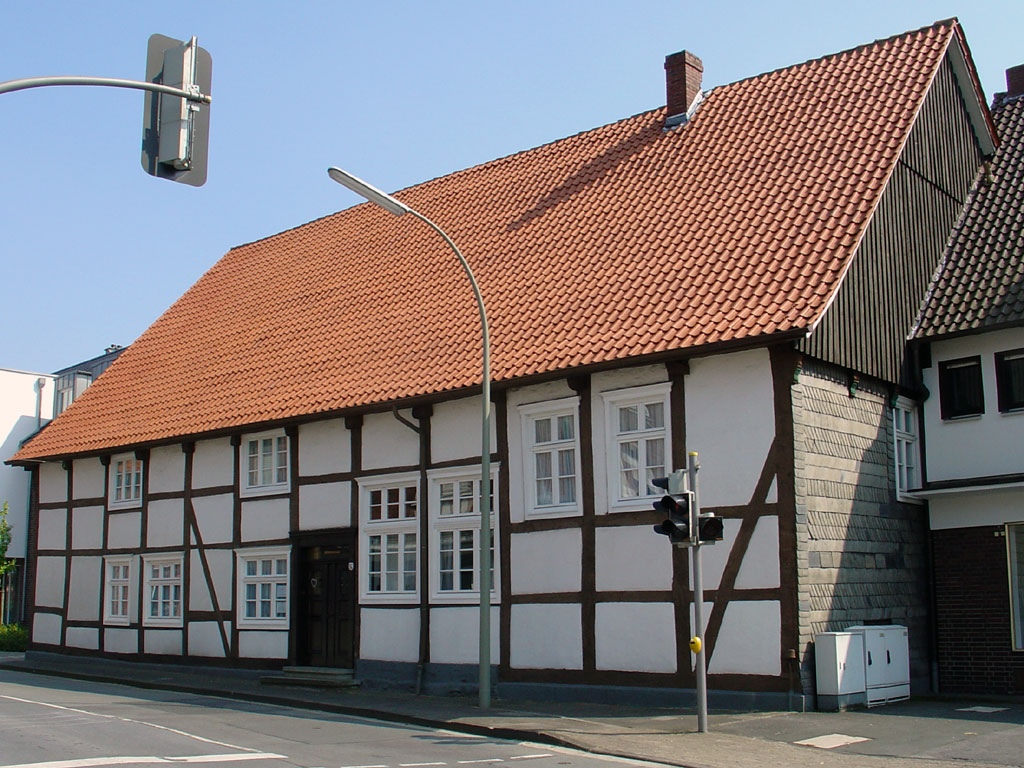
Ehemalige Vogtei an der Hauptstraße

Weitere sehenswürdige Bauwerke sind die Alte Lippentrupper Schule und die ehemalige Vogtei.

### Naturdenkmäler
Die Gemeinde verfügt über drei Eichen, die vom Kreis Gütersloh als Naturdenkmal ausgewiesen wurden. Die Eichen befinden sich sämtlich im Ortsteil Langenberg, zwei davon stehen entlang des Radwegs R25. Auf dem Gemeindegebiet gibt es keine Naturschutzgebiete.

### Vereine
Langenberg hat eine außerordentlich ausgeprägte Vereinsstruktur. Es existieren mehr als 60 Vereinigungen, statistisch kommt also ein Verein auf etwa 140 Einwohner.

#### Sport
Es gibt im Gemeindegebiet unter anderem zwei allgemeine Sportvereine. Der SV Grün-Weiß Langenberg wurde 1928 gegründet und zählt heute über 700 Mitglieder. Im Laufe der Vereinsgeschichte wurde mehrfach über eine Fusion mit dem zweiten großen Sportverein, dem SV 56 Benteler nachgedacht; die Fusion konnte jedoch immer abgewendet werden. Der SV 56 Benteler wurde am 1. Mai 1956 gegründet und zählt heute über 400 Mitglieder. Die erste Mannschaft im Fußball spielt in der Kreisliga A.
Jeder der beiden Ortsteile hat seinen eigenen Schützenverein. Die St. Lambertus Schützenbruderschaft Langenberg e. V. wurde 1871 gegründet. 1999 wurde eine eigene Schießsportabteilung gegründet. Außergewöhnlich ist hier, dass der Pokal für die beste Kompanie im Vergleichsschießen seit 1951 mit einem 16-Ender-Geweih als Pokal ausgezeichnet wird. Die St. Antonius-Schützenbruderschaft Benteler wurde 1900 als Krieger- und Landwehrverein ins Leben gerufen. Der Verein zählt über 800 Mitglieder und konnte 1999 einen eigenen Festplatz erwerben.
Darüber hinaus gibt es einen Zucht-, Reit- und Fahrverein, einen Tennisclub, einen Turnverein, einen Tauchclub, sowie einen Altherrenfußballverein, eine Behindertensportgemeinschaft, einen Hallensportverein und eine DLRG-Ortsgruppe. Weiterhin gibt es sechs Brieftaubenvereine in Langenberg.

#### Musik
In der Gemeinde gibt es einen Kirchenchor, einen Jugendchor, einen Kinderchor mit mehreren Altersgruppen, einen Gospelchor und zwei Männergesangvereine. Weiterhin gibt es zwei Volkstanzgruppen, zwei Spielmannszüge und eine Blaskapelle mit Jugendabteilung.

### Regelmäßige Veranstaltungen
Im März feiert die Gemeinde den Langenberger Frühling. Höhepunkte im gesellschaftlichen Leben der Gemeinde sind die Schützenfeste in den Ortsteilen. Die Schützen in Benteler feiern im Mai, die Schützen in Langenberg im Juli. Im September ist auf der Festwiese an der Volksbank große Lambertuskirmes. Zum 1. Advent sind in Langenberg die Nikolaustage, ein Weihnachtsmarkt rund um die Lambertuskirche.
Der Heimatverein Langenberg bietet mit Ausnahme der Sommermonate monatlich einen plattdeutschen Krinkabend an. Darüber hinaus gibt es seitens vieler Vereine (zum Teil monatliche) Angebote, wie Fahrradtouren, Karnevalsveranstaltungen, gemeinsame Fahrten oder Sportturniere.

## Infrastruktur und Wirtschaft

### Verkehr

#### Schienenverkehr
Im Gemeindegebiet gibt es seit 1979 keinen Schienenpersonenverkehr mehr. In Langenberg endet das stillgelegte Teilstück der ehemals von Rheda nach Lippstadt verlaufenden Rhedaer Bahn.

#### Busverkehr
Langenberg wird vom Regionalbus erschlossen. Die Linie 70 verkehrt im Stundentakt zwischen Rheda-Wiedenbrück und Lippstadt über Langenberg und ist so auch eine Verbindung zwischen dem Kernort und dem Ortsteil Benteler. Gleiches gilt für das Regiotaxi, das auf Zuruf hält, und dessen Linie RT 4 stündlich zwischen Langenberg und dem benachbarten Rietberg verkehrt.
Innerhalb des Dorfs kursiert seit 2024 ein Bürgerbus auf drei Linien, der die Außenbezirke mit den beiden Ortsteilen verbindet.

#### Straßenverkehr
Langenberg liegt an der B 55 und ist Ausgangspunkt der B 58. Die nächste Autobahn ist die A 2 in ca. 10 km Entfernung.

#### Flugverkehr
Der nächste Flughafen ist der Flughafen Paderborn/Lippstadt in rund 40 km Entfernung.

#### Radverkehr
Durch Langenberg führt die BahnRadRoute Hellweg-Weser. Darüber hinaus sind drei innergemeindliche Radwege ausgeschildert. Dies sind der Radweg R25 Über die Langenberger Höhen mit 14 km Länge (vorbei am höchsten Punkt der Gemeinde), der Radweg R26 Im Südkreis mit einer Länge von 20 km und der Radweg R27 Rund um Langenberg, der mit 39 km Länge der annähernd alle Gemeindeteile berührt.

#### Fußverkehr
Langenberg hat fünf Wanderwege mit Längen zwischen sieben und elf Kilometer und drei Nordic-Walking-Routen mit Längen zwischen sechs und zwölf Kilometer ausgewiesen.

### Medien

#### Druckmedien
Durch seine besondere Lage im Schnittpunkt dreier Kreise sind in Langenberg gleich vier Tageszeitungen vertreten. Täglich montags bis samstags erscheinen die Neue Westfälische mit Regionalteil sowie eine Lokalausgabe des Westfalen-Blatts. Beide Zeitungen beziehen ihren Mantel von ihren jeweiligen Mantelredaktionen aus Bielefeld. Ebenfalls mit lokaler Berichterstattung erhältlich sind montags bis samstags Die Glocke aus dem benachbarten Oelde und Der Patriot aus dem benachbarten Lippstadt.

#### Radio und Fernsehen
Langenberg gehört zum Berichtsgebiet des Regionalstudios Bielefeld des WDR und von Radio Gütersloh, das es in der Berichterstattung als Lokalradio mit abdeckt.

### Öffentliche Einrichtungen
Die Freiwillige Feuerwehr Langenberg besteht aus den Löschzügen Langenberg und Benteler. Die Gemeinde verfügt nicht über ein Frei- oder Hallenbad, daher wird in der Sommersaison bei gutem Wetter für Kinder und Jugendliche dreimal in der Woche ein kostenloser sogenannter „Badebus“ zum Wiedenbrücker Freibad angeboten. Die nächstgelegenen Krankenhäuser befinden sich in Rheda-Wiedenbrück und Lippstadt.

### Bildung
In der Gemeinde gibt es eine Grundschule mit zwei Standorten, jeweils in Langenberg und Benteler, sowie eine Sekundarschule in Langenberg. 
Langenberg ist Mitglied im Zweckverband Volkshochschule Reckenberg-Ems.

### Ansässige Unternehmen

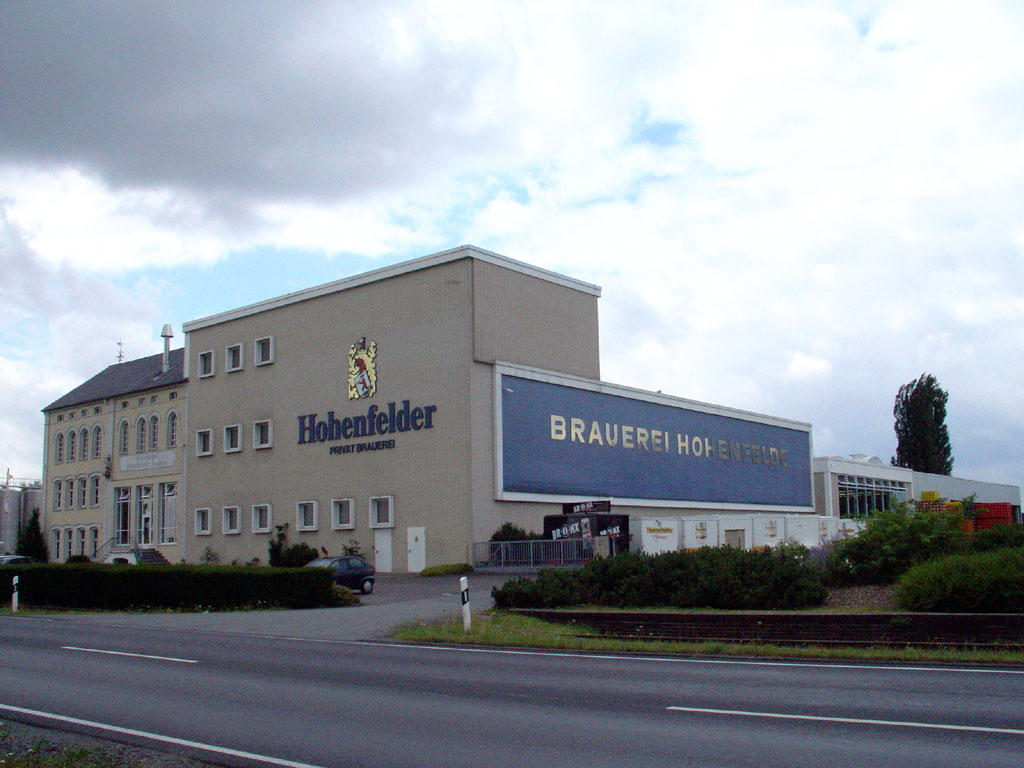
Privat-Brauerei Hohenfelde an der Wiedenbrücker Straße

Langenberg zeichnet sich durch eine ausgesprochen mittelständische und diversifizierte Wirtschaftsstruktur aus, Großunternehmen sind nicht ansässig. Herausragender Wirtschaftszweig ist das verarbeitende Gewerbe, in diesem Sektor sind 30,2 % der sozialversicherungspflichtig in Langenberg Beschäftigten tätig. Langenberg ist Sitz der regional bekannten Privat-Brauerei Hohenfelde.

## Persönlichkeiten

### Söhne und Töchter der Gemeinde
- Karl Hoffmann (1887–1968), römisch-katholischer Theologe, Generalrektor des Pallottiner-Ordens
- Claria Südbrock (1902–1944), Steyler Missionsschwester und Märtyrin
- Josef Voß (1937–2009), Weihbischof im Bistum Münster
- Hubert Doppmeier (1944–1992), Politiker
- Thomas Euting (* 1952), Fernsehjournalist und Redakteur
- Thorsten Wirth (* 1968), Softwareentwickler und Politiker

### Weitere Persönlichkeiten
- Ernst Meurin (1885–1970), deutscher Autor und Kreisheimatpfleger von Wiedenbrück